# Enterprise (ballon)

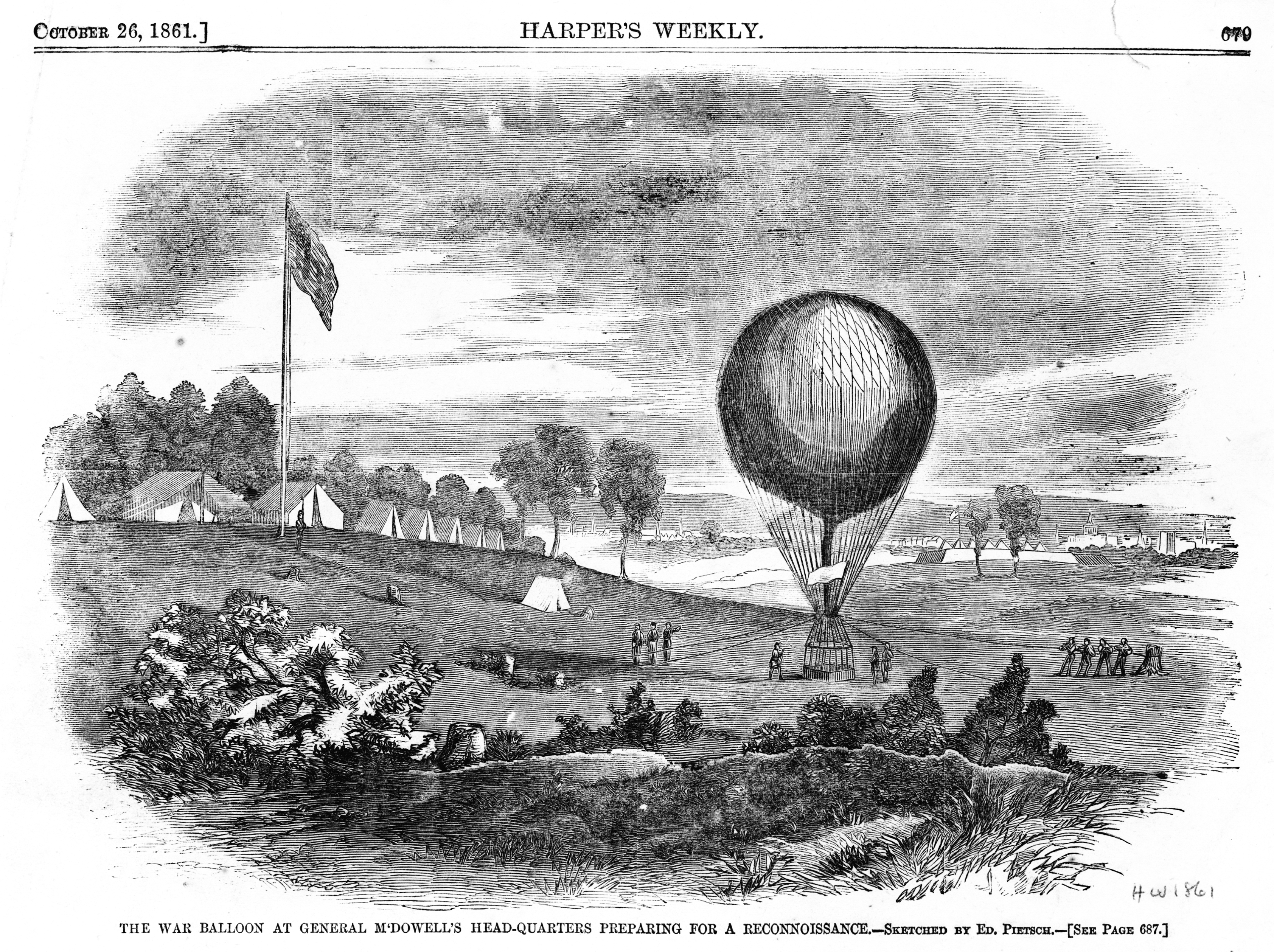
Croquis du ballon de Lowe, avec l'armée du Potomac de George McClellan, représentée dans le Harper's Weekly.

Pour les articles homonymes, voir Enterprise.
L'Enterprise était un aérostat construit par le professeur Thaddeus S. C. Lowe avec son père, Clovis, en 1858, et utilisé lors de la guerre de Sécession par l'Union Army Balloon Corps.